# Speocropia sabrella
Speocropia sabrella är en fjärilsart som beskrevs av William Schaus 1906. Speocropia sabrella ingår i släktet Speocropia och familjen nattflyn. Inga underarter finns listade i Catalogue of Life.